# Droga krajowa B106 (Niemcy)
Droga krajowa 106 (niem. Bundesstraße 106, B 106) – niemiecka droga krajowa przebiegająca  z południa na północ od skrzyżowania z drogą B5 w Ludwigslust do skrzyżowania z drogą B105 w Wismar w Meklemburgii-Pomorzu Przednim.